# عبد الله الشيرازي
عبد الله الشيرازي (1889-1984) مرجع دين شيعي إيراني، ولد في شيراز وتوفي في مشهد.

## النشأة
نشأ في حجر والده محمد طاهر الشيرازي، ومن مواقفه التي سجلها التاريخ، موقفه من التدخل البريطاني في إيران عام 1904 م، حيث عينت بريطانيا مندوباً سامياً لها في إيران، فما كان من السيد محمد طاهر الشيرازي إلا أن أصدر فتواه التاريخية الشهيرة التي بموجبها يمنع ويحرم على أهالي شيراز، حضورهم في استقبال المندوب البريطاني، فتم اعتقاله ونفيه إلى مدينة سيوند وشمل النفي ابنه السيد عبد الله الشيرازي الذي تلقى في رحلته هذه دروساً حياتية خصبة، في طريق تحمل المشاق والمكاره من أجل الإسلام، وهو في التاسعة عشر من عمره.
رجع الأب والابن من رحلة النفي إلى شيراز، بعد أن أمضيا في النفي مدة ستة أشهر تقريباً، واشتدت المعارضة بعد عودتهم ضد الحكم القاجاري، واتسع نطاقها بدل أن تخمد أو تخفت، إلا أنه رأى أن الفرصة مناسبة للهجرة إلى النجف للدراسة في الحوزة العلمية.
وقد اشتهر في اوسلط المتدينين في النجف انه عباسي النسب وليس موسوي، ولذلك كان التجار لايعطونه سهم السادة لانه عباسي النسب، وهذا الامر مشهور في النجف الاشرف

## الهجرة الأولى إلى النجف
غادر عبد الله الشيرازي شيراز إلى النجف، التحق بمدرسة الآخوند الكبرى صاحب الكفاية، وباشر الحضور في الحلقات الدراسية لكلّ من أصحاب السماحة: أبو الحسن الأصفهاني وضياء الدين العراقي والميرزا النائيني
بقي في النجف 1925 م، حيث بلغ مراحل عليا في الدراسات الحوزوية‌ الجامعة التي أبرزها الفقه والاصول بمفاهيمهما الواسعة، مما جعل كبار فقهاء الحوزة ومراجعها بالنجف يعطونه شهادات قيمة اعترفوا فيها بمرتبته العلمية الممتازة واجتهاده المطلق وجواز رجوع الناس إليه في التقليد.
ورغم أنشغاله الكبير بهذا المنحى، فإنه لم يبتعد عن مواكبة المستجدات السياسية والمتغيرات الحادثة في العالم الإسلامي عموماً وإيران والعراق خصوصاً، بل كان دؤوباً متابعاً لا سيما ما يرتبط منها بشؤون المسلمين ومشاكلهم.

## العودة إلى إيران
في عام 1925 م، رجع السيد عبد الله الشيرازي من النجف إلى إيران واستقر في شيراز مسقط رأسه ليتولى الشؤون العلمية والدينية، اتخذ علماء الشيعة مواقف صريحة وواضحة تجاه حكومة رضا بهلوي مما اقتضى أن يتجه عبد الله الشيرازي إلى قم، حيث المركز العلمي الرئيسي في إيران، ويشكل مع بقية العلماء وعلى الأخص مؤسس الحوزة العلمية بقم سماحة عبد الكريم الحائري، جبهة عريضة للمعارضة بوجه الحكم القائم، ولا سيما في ما كان يتعلق بموضوع الحجاب وتوحيد الزي وما شابه ذلك، فبعث الشاه مندوبه الخاص تيمور تاش إلى قم، للتفاوض مع العلماء، فبقيا في قم خمسة أيام يتفاوضان مع العلماء وأبرزهم آنذاك عبد الله الشيرازي.
بعد ذلك توجه عبد الله الشيرازي إلى مشهد لغرض الزيارة ومتابعة الأحداث وإجراء المفاوضات اللازمة مع العلماء هناك وبشكل خاص مع حسين الطباطبائي القمي ويونس الأردبيلي، إلا أن طلبة الحوزة العلمية في مشهد والعلماء ألحوا عليه بالبقاء ولو لفترة محدودة ليستفيدوا من علمه الواسع، وتجاربه الرائدة، فاستجاب سماحته لرغبتهم، في تأدية مهماته الرسالية والعلمية في مشهد، وأخذ يدرس في مدرسة الميرزا جعفر، التي أصبحت اليوم قسماً كبيراً من جامعة العلوم الإسلامية الرضوية، ولكنه كعادته لم يكتف في حياته بالجهاد العلمي، وإنما أخذ يتداول مع العلماء حول المسائل الاجتماعية السائدة في ذلك الوقت، والتي كان أبرزها، مسألة الحجاب والسفور.
وقد زادت المعارضة ضد الحكومة الإيرانية، وحدثت انتفاضة كبيرة في مشهد، وألقت السلطات القبض على مجموعة من العلماء المترجم له عبد الله الشيرازي حيث كان يعتبر من صفوف المعارضة تجاه حكم الشاه، فزج به في السجن ثم نقلته مخفوراً إلى طهران، ليقضي فترة طويلة من الزمن في السجون والزنزانات.

## الهجرة الثانية إلى النجف
بعد أن خرج عبد الله الشيرازي من السجن توجه مرة أخرى إلى النجف عام 1934 م، وبذلك تختلف عودته هذه إلى النجف، عن هجرته الأولى، التي اختصت بالدراسة، والبحث وصولاً إلى مرتبة الاجتهاد، واتصفت بمسؤولياتٍ يمكن اعتبارها محدودة بالنسبة للمسؤوليات التي تحملها في عودته هذه، وبخاصة بعد وفاة أبو الحسن الأصفهاني، حيث آلت إليه المرجعية الدينية، ورجع كثير من الناس إليه في التقليد وبدأ يمارس دوره القيادي في المجتمع وينطلق في معالجة المشاكل السياسية والاجتماعية والدينية.
وفي أعقاب عام 1958 م وبعد تعرض العراق لموجة التيارات الفكرية الدخيلة أثر انقلاب 14 تموز العسكري، الذي قام به عبد الكريم قاسم، وتصاعد الشحرجة السياسية في مختلف الشرائح الاجتماعية، وتضارب الأيديولوجيات، وهبوب الأعاصير الإرهابية على يد الفصائل السياسية المتطرفة واليمينية، برز عبد الله الشيرازي كأحد القادة الدينيين في مواجهة الموجات الانحرافية والتيارات المعادية للإسلام ومحاولات تغيير البنية القانونية للدولة بالمنحى العلماني، وقد أعلن عبد الله الشيرازي محاربته للشيوعية بفتواه التاريخية: «إن الشيوعية كفر وإلحاد وعين اللادينية، فيحرم على جميع الناس التحزب بهذا الحزب النجس».
آل أمر الحكومة في العراق عام 1968 م إلى حزب البعث، عبر انقلاب مبيت بين عناصر هذا الحزب، وسرعان ما أسفر هذا الحزب عن محاربة التيار الإسلامي المتصاعد، ومعاداته العلنية لعلماء الدين، فقام بترتيب حملات إعدام جماعية للمعارضة السياسية، صاحبتها حملة إعلامية.

## الهجرة من العراق
قرر عبد الله الشيرازي الهجرة من العراق بسبب المضايقات البعثية، اجتمع كل من روح الله الخميني وأبو القاسم الخوئي في دار عبد الله الشيرازي، وتداولوا فيما بينهم الوضع الراهن، وبعد مباحثات طويلة طلبا منه العدول عن الهجرة والبقاء في النجف، كما اجتمع به في داره محمد باقر الصدر بصورة منفردة حوالي الساعتين، ودار البحث حول تطور الأحداث على الساحة العراقية وضرورة بقاء سماحته في النجف، إلا أنه أقنع محمد باقر الصدر بضرورة هجرته.
فخرج موكب الشيرازي من النجف وحط الركب في الكاظمية، وبات ليلته هناك لزيارة الإمامين الكاظم والجواد، وفي صباح اليوم التالي توجه الركب إلى بعقوبة، وكانت السلطات الأمنية قد منعت رسمياً علماء وأهالي المنطقة من استقبال عبد الله الشيرازي، إلا أن الجماهير وعلى رأسها آية الله السيد عبد الكريم علي خان كانت باستقبال سماحته، وبعد استراحة في بعقوبة واصل الركب مسيره إلى خانقين التي استقبلت الشيرازي، وكان في المقدمة العالم الفاضل حجة الإسلام والمسلمين السيد محمد شبر، رغم منع السلطات البعثية لهم من الخروج. ومن هناك تم تطويق موكب الشيرازي بحراسة بوليسية مشددة حتى نهاية الحدود العراقية، وكانت إيران آنذاك تعيش بدايات الثورة، ومواقف الشيرازي واضحة تجاه الشاه والحكم القائم آنذاك عندما كان في النجف، ولذلك أحيطت تنقلات سماحته بإجراءات أمنية مشددة من قبل الساواك وأجهزة الأمن الأخرى وكانت ترصد كل تحركاته وتصرفاته.
واستقر في مشهد فتطورت الحوزة العلمية في مدينة مشهد بفضله وجهوده المباركة تطوراً ملموساً من حيث النوعية والكمية، فارتفع عدد طلبة هذه الحوزة من 3600 طالباً قبل وصول سماحته إلى مشهد إلى حوالي 6500 طالباً وتعمقت الدراسات في الحوزة وبدأت الأمور العامّة في الحوزة العلمية وخارجها على صعيد البلاد تأخذ طابعاً عميقاً وأصيلاً

## المؤلفات
ترك الشيرازي العديد من المؤلفات:
- عمدة الوسائل في الحاشية على الرسائل (ثلاثة مجلدات)
- كتاب القضاء (مجلدان)
- رسائل فقهية.
- رفع الحاجب في الأجرة علي الواجب
- الدرر البيض في منجزات المريض
- إزاحة الشبهات في الشك في الركعات
- إزاحة الشبهة في حكم الآفاق المتحدة والمختلفة
- التحفة الكاظمية في حكم قتل الحيوانات بالآلات الكهربائية
- الرسالة الرجبية في حكم النظر إلى النساء الأجنبية
- الرسالة الربيعية في تصحيح النيابة العبادية
- الرسالة الرجوعية في حكم المطلقة الرجعية
- الحاشية على العروة الوثقى. هذا الكتاب حاشيةٌ على كتاب «العروة الوثقى» لمحمد كاظم الطباطبائي اليزدي.
- الاحتجاجات العشرة مع علماء العامة
- الإمامة والشيعة
- مناظرات دهگانه
- إمامت از ديدگاه إسلام
- پوشش زن از ديدگاه إسلام
- ذخيرة الصالحين
- توضيح المسائل
- مختصر المسائل الشرعية.
- زبدة الاحكام
- مناسك الحج
- أنيس المقلدين

## أبنائه
أنجب السيد الشيرازي 3 أبناء وهم علماء في الحوزة العلمية وهم:
- المرجع الديني آية الله العظمى السيد محمد باقر الشيرازي
- آية الله السيد محمد علي الشيرازي